# كأس الاتحاد الإنجليزي 1885–86
كأس الاتحاد الإنجليزي 1885–86 (بالإنجليزية: 1885–86 FA Cup)‏ هو الموسم 15 من  كأس الاتحاد الإنجليزي. أقيم خلال الفترة 17 أكتوبر 1885 وحتى 10 أبريل 1886، والذي يشرف على تنظيمه الاتحاد الإنجليزي لكرة القدم، وكان عدد الأندية المشاركة فيه  130، وفاز فيه بلاكبيرن روفرز.